# 圆叶堇菜
圆叶堇菜（学名：Viola pseudo-bambusetorum）是堇菜科堇菜属的植物，是中国的特有植物。分布于中国大陆的四川等地，生长于海拔2,450米至2,800米的地区，常生长在山坡草地和岩石上较阴湿处，目前尚未由人工引种栽培。

## 别名
圆叶小堇菜（拉汉种子植物名称）